# Capcom Classics Collection
Pour les articles homonymes, voir CCC.
Capcom Classics Collection (CCC) est une compilation de jeux d'arcade créés par Capcom. Elle est sortie le 27 septembre 2005 aux États-Unis, le 17 novembre 2005 en France et le 2 mars 2006 au Japon. Un second volume est sorti le 17 novembre 2006 aux États-Unis et le 13 avril 2007 en France. Les deux volumes ont été développés par Digital Eclipse Software (maintenant Backbone Entertainment) pour la PlayStation 2 et la Xbox.
Deux compilations pour la PlayStation Portable, Capcom Classics Collection Remixed et Capcom Classics Collection Reloaded, sont sortis respectivement le 21 mars 2006 aux États-Unis et le 21 juillet 2006 pour la première, et le 7 septembre 2006 au Japon, le 24 octobre 2006 aux États-Unis et le 10 novembre 2006 en France pour la seconde. Une compilation pour la Game Boy Advance, Capcom Classics Mini-Mix, est sorti 19 septembre 2006 aux États-Unis.
La qualité graphique des jeux a été revue à la hausse grâce à l'utilisation de puissants anticrénelages.

## Vue d'ensemble
Quelques années avant la sortie de la série des Capcom Classics Collection, Capcom avait déjà produit une série de cinq compilations de jeux vidéo titrée Capcom Generations, sortie sur PlayStation et Saturn.
Capcom Classics Collection Volume 1 contient, au total, 16 jeux provenant de la série des Capcom Generations, ainsi que 6 titres supplémentaires ; tandis que le Volume 2 ne possède aucun jeu inclus dans les compilations Capcom Generations. Tout comme dans les Capcom Generations, tous les jeux sont accompagnés de bonus (astuces dans le gameplay, artworks, musiques du jeu et - dans le volume 1 - profils des personnages). Tous les bonus sont débloquables en ayant un excellent score ou en terminant certains objectifs cachés. Les meilleurs scores peuvent être sauvegardés dans chacun des jeux, et cela, dans trois niveaux de difficulté différents : Normal, Hardcore (où le joueur possède un minimum de vies et de continues, et où l'IA est à son plus haut degré), ou Custom (lorsque le joueur change des options depuis le mode Normal ou Hardcore).

## Jeux (triés par volume)

### Volume 1
- 1942
- 1943: The Battle of Midway
- 1943 Kai: Midway Kaisen
- Bionic Commando
- Commando
- Exed Exes
- Final Fight
- Forgotten Worlds
- Ghosts'n Goblins
- Ghouls'n Ghosts
- Gun.Smoke
- Legendary Wings
- Mercs
- Pirate Ship Higemaru
- Section Z
- SonSon
- Street Fighter II: The World Warrior
- Street Fighter II': Champion Edition
- Street Fighter II' Turbo: Hyper Fighting
- Super Ghouls'n Ghosts
- Trojan
- Vulgus

### Volume 2
- 1941: Counter Attack
- Avengers
- Black Tiger
- Block Block
- Captain Commando
- Chiki Chiki Boys
- Eco Fighters
- King of Dragons, The
- Knights of the Round
- Last Duel: Inter Planet War 2012
- Magic Sword
- Quiz and Dragons: Capcom Quiz Game
- Side Arms: Hyper Dyne
- The Speed Rumbler
- Street Fighter
- Strider
- Super Street Fighter II Turbo
- Three Wonders
- Tiger Road
- Varth: Operation Thunderstorm

### Versions pour consoles portables
Les versions PlayStation Portable de la compilation, Remixed et Reloaded, contiennent la même liste de jeux que les deux volumes pour consoles de salon, mis à part Trojan, Tiger Road et Super Street Fighter II Turbo. Remixed et Reloaded précèdent en fait le volume 2 ; ainsi, la plupart des jeux intégrés à ce deuxième volume sont d'abord sortis dans les versions PlayStation Portable.
Capcom Classics Mini-Mix sur Game Boy Advance ne contient aucun jeu d'arcade. En fait, cette version inclus uniquement les versions NES de Strider et Bionic Commando, ainsi que Mighty Final Fight.